# Crotalaria sericifolia
Crotalaria sericifolia är en ärtväxtart som beskrevs av Hermann August Theodor Harms. Crotalaria sericifolia ingår i släktet sunnhampor, och familjen ärtväxter. Inga underarter finns listade i Catalogue of Life.